# Lúcio
Lucimar Ferreira da Silva, mer känd som Lúcio, född 8 maj 1978, är en brasiliansk före detta fotbollsspelare.
Lúcio slog igenom i tyska Bayer Leverkusen och gjorde mål i Champions League-finalen 2002 mot Real Madrid. 2004 gick han till Bayern München. Lúcio är en mittback med stora offensiva kvalitéer. Han spelade mellan 2000 och 2011 i Brasiliens landslag, där han även var lagkapten. Lúcio liknar Franz Beckenbauer i sin spelstil, då han nästan har en liberoposition. Lúcio är en makeringssäker mittback som inte räds att driva upp bollen långt på offensiv planhalva. Lúcio avgjorde finalen mot USA i Confederations Cup 2009 genom att i slutminuterna nicka in 3-2 till Brasilien.

## Meriter
- VM i fotboll: 2002, 2006, 2010
  - Världsmästare 2002
- Fifa Confederations Cup: 2005, 2009
- Bundesliga: 2005, 2006, 2008 (Bayern München)
- Serie A: 2010
- Coppa Italia: 2010
- Uefa Champions League: 2010
- Fotbolls-VM för klubblag: 2010
- Supercoppa italiana: 2012 (Juventus)